# أهل حيدران
أهل حيدران قرية يمنية تقع في محافظة أبين جنوب غرب البلاد.

## روابط خارجية
- مدن وقرى محافظة أبين

1. ↑  GeoNames (بالإنجليزية), 2005, QID:Q830106